# Малая Шелковка
Малая Шелковка — село в Егорьевском районе Алтайского края России. Административный центр Малошелковниковского сельсовета.

## География
Село находится в юго-западной части Алтайского края, южнее озера Горькое, на расстоянии примерно 26 километров (по прямой) к юго-юго-западу (SSW) от села Новоегорьевское, административного центра района. Абсолютная высота — 256 метров над уровнем моря.

Климат умеренный, континентальный. Средняя температура января составляет −12,5 °C, июля — +18,6 °C. Годовое количество осадков составляет 362 мм.

## История
Село было основано в 1881 году. В 1928 году в Мало-Шелковникове функционировали школа и лавка общества потребителей, имелось 158 хозяйств и проживало 888 человек (447 мужчин и 441 женщина). В административном отношении Малая Шелковка являлась центром сельсовета Рубцовского района Рубцовского округа Сибирского края. В 1931 г. состояло из 249 хозяйств, центр сельсовета Рубцовского района.

## Население
| 1926 | 1931  | 1997  | 1998 | 1999 | 2000 | 2001 |
| ---- | ----- | ----- | ---- | ---- | ---- | ---- |
| 888  | ↗1069 | ↘1020 | ↘994 | ↘960 | ↘945 | ↘937 |
| 2002 | 2003  | 2004  | 2005 | 2006 | 2007 | 2008 |
| ↘908 | ↘873  | ↗876  | ↘863 | ↘808 | ↘802 | ↗808 |
| 2009 | 2010  | 2011  | 2012 | 2013 |      |      |
| ↘749 | ↘713  | ↘709  | ↘708 | →708 |      |      |

Согласно результатам переписи 2002 года, в национальной структуре населения русские составляли 93 %.

## Инфраструктура
В селе функционируют основная общеобразовательная школа, детский сад, фельдшерско-акушерский пункт, культурно-досуговый центр и отделение Почты России.

## Улицы
Уличная сеть села состоит из 7 улиц.